# ヒュッティヒ
ヒュッティヒ（Hüttig ）はドイツにかつて存在したカメラメーカーである。

## 歴史
- 1827年 - 創業者のリヒャルト・ヒュッティヒ（Richard Hüttig ）がシレジア地方（現ポーランド領）で産まれた。その後ゲルリッツで家具製造を学んだ。
- 1856年 - ベルリンに移動し家具職人のヘスラー（Hesler ）の元でカメラ製造を学んだ。
- 1862年 - リヒャルト・ヒュッティヒが息子のカール・ヒュッティヒとともにベルリンにリヒャルト・ヒュティッヒ・ウント・ゾーン（Richard Hüttig & Sohn ）を設立した。
- 1887年 - ドレスデンに移転しその後急成長、拡張に次ぐ拡張で何度もドレスデン市内で移転した。
- 1889年 - ジョージ・イーストマンがヨーロッパ旅行の際に提携を申し入れたが実現しなかった。
- 1891年 - 従業員が100名を超え、この段階でドレスデン最大のカメラメーカーであった。
- 1897年 - 株式会社化されてヒュッティヒAGとなり、カール・ヒュッティヒが社長となった。以降1901年まで10％、1902年は8％の配当を実現した。
- 1903年 - カール・ヒュッティヒが役員の競業義務違反で告発され、この年と1904年は無配に転落した。
- 1905年 - カール・ヒュッティヒが禁錮4年、罰金500マルク、公民権停止3年の有罪判決を受けて退職、株価がゼロ近くまで急落した。グイドー・メンゲル（Guido Mengel ）とフェルディナント・ザローモン（Ferdinand Salomon ）が経営を引き継いだ。労働時間短縮を求めるストライキに対しメンゲルは対決姿勢を取り、かなりの損失を出しつつも持ちこたえ、この年4％の配当をした。この年エルンスト・ライツ（現ライカ）の下請けで写真乾板のカメラボディーを製造している。
- 1906年 - 従業員が800名を超え、この段階でヨーロッパ最大のカメラメーカーであった。しかしこの年以降ずっと無配となり、メンゲルは経営が苦しい原因を低効率と過当競争にあると分析し、各社が合併することで特許を集約し効率よく優秀な製品を製造するとともに過当競争を緩和する方針に向かい、これが後のイカ、ひいてはツァイス・イコンへの足がかりとなった。
- 1908年 - アトムを発売した。
- 1909年10月7日 - ヴンシュ、カメラヴェルク・ドクトル・クリューゲナー、カール・ツァイス・パルモスバウと合併しイカを形成した。

## 製品一覧
- アトム - 6×4.5cm（アトム）判写真乾板のスプリングカメラ。
- キュピドー（Cupido ） - ハンドカメラ[1][2]。
- ヘクラ（Hekla ）[1]
- イデアル - 最高級ハンドカメラ。
- インゴー[2]
- コリーダ[2]
- ロイト（Lloyd ）[1][2]
- ネルソン（Nelson ）[1][2]
- ニクラス[2]
- シュタンダルト（Standard ）
- トスカ
- ウニクム（Unicum ）
- ツォイス（Zeus ）